# Course de la Paix 1948

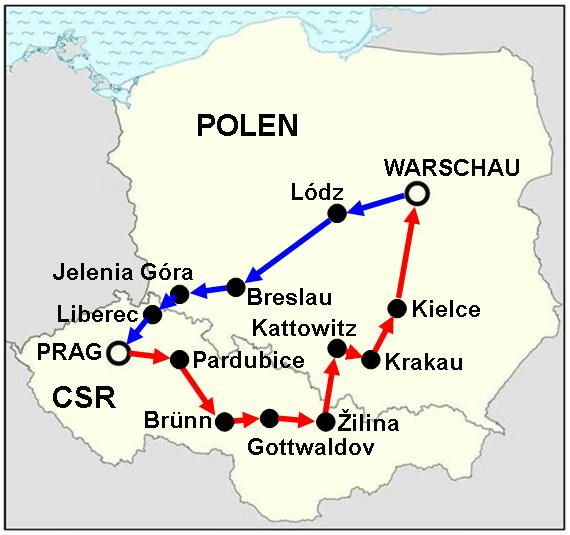

La première Course de la Paix eut lieu du 1er au 9 mai 1948 entre Varsovie et Prague et retour.
Organisée par les quotidiens polonais Trybuna Ludu et tchèque Rudé Právo, elle consiste en deux courses à étapes parallèles, la première de Varsovie à Prague du 1er au 5 mai (842 km) et la seconde de Prague à Varsovie du 1er au 9 mai (1 144 km). Deux Yougoslaves, August Prosenik et Alexander Zorić, sont vainqueurs de cette première édition.

## Participants
65 coureurs prennent part à la course entre Varsovie et Prague. Parmi eux, 16 engagés individuels venus de Pologne (5), de Tchécoslovaquie (9) et de Bulgarie (2).
53 coureurs prennent part au retour, les mêmes équipes nationales étant engagées (à ceci près que la Yougoslavie ne présente qu’une équipe). Les Tchécoslovaques (10 coureurs) et les Polonais (5 coureurs) représentent, comme à l’aller, la majorité des engagés individuels.

## Parcours

### Varsovie-Prague (du1erau 5 mai)
Le parcours de 842 km de long comprend trois étapes en Pologne et deux en Tchécoslovaquie. Des étapes de plat constituent la majorité du parcours polonais avant une étape difficile qui franchit les montagnes du Krkonoše entre la ville polonaise de Jelenia Góra et la ville tchèque de Liberec. La plus longue étape relie sur 236 km Liberec à Prague.
La course est dominée par deux coureurs, le Tchécoslovaque Jan Veselý et le Yougoslave August Prosinek. Détenteur du maillot jaune leader dès la deuxième étape, Prosinek l’emporte sur Veselý avec près de cinq minutes d’avance. Les deux victoires d’étapes de Veselý ne lui suffirent pas à rattraper le temps qu’il perdit à cause de nombreux ennuis mécaniques et d’une pénalité de dix minutes en raison d’un changement de roue en course non autorisé. De toutes manières, dans les premières éditions de la Course de la Paix, les victoires d’étapes ne donnaient pas des bonifications en temps comme sur les grands tours d’Europe occidentale.
L’équipe de Pologne 1, qui plaça trois coureurs dans les dix premiers du classement général final, remporta largement le classement par équipe devant la Tchécoslovaquie 1.

#### Liste des étapes
| Étape | Départ-arrivée         | Vainqueur            | Longueur | Temps           | Moyenne   |
| ----- | ---------------------- | -------------------- | -------- | --------------- | --------- |
| 1     | Varsovie – Łódź        | Jan Veselý           | 190 km   | 5 h 51 min 28 s | 32,4 km/h |
| 2     | Prague - Varsovie      | August Prosinek      | 219 km   | 6 h 50 min 41 s | 31,0 km/h |
| 3     | Wrocław – Jelenia Góra | Lucjan Pietraszewski | 143 km   | 4 h 58 min 53 s | 25,7 km/h |
| 4     | Jelenia Góra – Liberec | Jan Veselý           | 84 km    | 2 h 22 min 45 s | 35,3 km/h |
| 5     | Liberec – Prague       | Jan Veselý           | 236 km   | 6 h 42 min 38 s | 35,2 km/h |

#### Classement général final
Individuel
|    | Coureur          | Équipe            | Temps            |
| -- | ---------------- | ----------------- | ---------------- |
| 1  | August Prosinek  | Yougoslavie 1     | 26 h 52 min 20 s |
| 2  | Roman Siemiński  | Pologne 1         | + 4 min 59 s     |
| 3  | Wacław Wójcik    | Pologne 1         | + 5 min 46 s     |
| 4  | Karel Cibula     | Tchécoslovaquie 1 | + 9 min 25 s     |
| 5  | Jan Veselý       | Tchécoslovaquie 1 | + 11 min 07 s    |
| 6  | Marian Rzeznicki | Pologne 1         | + 12 min 22 s    |
| 7  | Branko Bat       | Yougoslavie 1     | + 13 min 33 s    |
| 8  | Loos             | Tchécoslovaquie 1 | + 13 min 43 s    |
| 9  | Karoly Notas     | Hongrie 1         | + 17 min 52 s    |
| 10 | Kvetoslav Bohdan | Tchécoslovaquie 1 | + 19 min 24 s    |

Par équipe
|   | Équipe            | Temps             |
| - | ----------------- | ----------------- |
| 1 | Pologne 1         | 80 h 51 min 57 s  |
| 2 | Tchécoslovaquie 1 | + 17 min 50 s     |
| 3 | Yougoslavie 1     | + 30 min 22 s     |
| 4 | Hongrie 1         | + 34 min 40 s     |
| 5 | Tchécoslovaquie 2 | + 1 h 08 min 54 s |
| 6 | Pologne 2         | + 1 h 34 min 44 s |
| 7 | Hongrie 2         | + 2 h 42 min 47 s |
| 8 | Bulgarie          | + 2 h 47 min 30 s |
| 9 | Roumanie          | + 2 h 59 min 42 s |

L’équipe de Yougoslavie 2 est non classée.

### Prague-Varsovie (du1erau 9 mai 1948)
Cette deuxième course parcourut 1 144 km divisés en huit étapes, quatre en Tchécoslovaquie et quatre en Pologne. Les Beskydes occidentales constituèrent la principale difficulté du parcours.
À l’avant-veille de l’arrivée à Varsovie, la victoire finale semblait promise au Tchécoslovaque Emanuel Krejčů, double vainqueur d’étape et solide leader du classement général avec plus de six minutes d’avance sur le deuxième, le Yougoslave Aleksander Zorić. Mais la tactique d’équipe des Yougoslaves fit merveille sur les deux dernières étapes entre Cracovie et Kielce et Kielce et Varsovie, Zorić triompha avec plus de cinq mintes d’avances sur Krejčů sans avoir remporté une seule étape. Comme sur la première course, l’équipe de Pologne 1 remporta aisément le classement par équipes.
Des incidents marquèrent l’organisation de la course, qui s’effectuait dans des conditions matérielles difficiles, comme l’arrivée à Katowice où les temps furent estimés, la voiture du commissaire de course étant arrivée après le peloton à la suite d’une sortie de route.

#### Liste des étapes
| Étape | Départ-arrivée      | Vainqueur         | Longueur | Temps           | Moyenne   |
| ----- | ------------------- | ----------------- | -------- | --------------- | --------- |
| 1     | Prague – Pardubice  | Milan Poredski    | 127 km   | 3 h 25 min 57 s | 35,1 km/h |
| 2     | Pardubice – Brno    | Marin Niculescu   | 129 km   | 4 h 34 min 39 s | 28,2 km/h |
| 3     | Brno – Gottwaldov   | Waclaw Wrzesinski | 137 km   | 5 h 05 min 13 s | 26 km/h   |
| 4     | Gottwaldov – Žilina | Emanuel Krejčů    | 151 km   | 4 h 53 min 00 s | 30,7 km/h |
| 5     | Žilina – Katowice   | Emanuel Krejčů    | 244 km   | 7 h 21 min 31 s | 35,9 km/h |
| 6     | Katowice – Cracovie | (CLM par équipe)  | 76 km    | 2 h 07 min 03 s | 35,9 km/h |
| 7     | Cracovie – Kielce   | Milan Poredski    | 126 km   | 3 h 54 min 30 s | 35,9 km/h |
| 8     | Kielce – Varsovie   | Waclaw Wrzesinski | 190 km   | 6 h 21 min 12 s | 32,2 km/h |

#### Classement général final
Individuel
|    | Coureur           | Équipe                       | Temps            |
| -- | ----------------- | ---------------------------- | ---------------- |
| 1  | Aleksander Zorić  | Yougoslavie 1                | 33 h 53 min 16 s |
| 2  | Emanuel Krejcu    | Tchécoslovaquie 2            | + 5 min 22 s     |
| 3  | Józef Kapiak      | Pologne 1                    | + 6 min 50 s     |
| 4  | Milan Peric       | Tchécoslovaquie 1            | + 19 min 02 s    |
| 5  | Waclaw Wrzesinski | Pologne 1                    | + 22 min 44 s    |
| 6  | Ilja Krestew      | Pologne 1                    | + 25 min 01 s    |
| 7  | Jan Dordik        | Tchécoslovaquie 21           | + 28 min 02 s    |
| 8  | Zdenek Stepanek   | Tchécoslovaquie (individuel) | + 33 min 02 s    |
| 9  | Nicolae Chicomban | Roumanie                     | + 33 min 08 s    |
| 10 | Vladimir Siegl    | Tchécoslovaquie 1            | + 39 min 38 s    |

39 coureurs classés.
Par équipe
|   | Équipe            | Temps             |
| - | ----------------- | ----------------- |
| 1 | Pologne 1         | 108 h 16 min 56 s |
| 2 | Roumanie          | + 21 min 14 s     |
| 3 | Tchécoslovaquie 1 | + 22 min 11 s     |
| 4 | Tchécoslovaquie 2 | + 36 min 45 s     |
| 5 | Bulgarie          | + 2 h 09 min 35 s |
| 6 | Pologne 2         | + 3 h 39 min 57 s |

Non-classée : Yougoslavie.